# 카일 터커
카일 대니얼 터커 (Kyle Daniel Tucker, 1997년 1월 17일 ~ )는 "King Tuck"이란 별명으로 알려진 메이저 리그 베이스볼의 휴스턴 애스트로스를 위하여 우익수로 활약하는 미국의 프로 야구 선수이다. 애스트로스는 2015년 메이저 리그 베이스볼 드래프트의 첫 라운드에서 터커를 선발하였고 그는 2018년 메이저 리그 데뷔를 이루었다.
플로리다주 탬파의 토박이 터커는 헨리 B. 플랜트 고등학교에서 수학하며 활약을 한 동안 플로리다주의 게이터레이드 올해의 선수 상을 수상하였다. 2021년 그는 처음으로 올MLB 팀을 위하여 선발되었다. 이어진 해에 그는 자신의 첫 월드 시리즈, MLB 올스타 선발과 골드글러브 상의 각각을 수상하였다. 자신의 경력을 위하여 그는 12.9 베이스볼 레퍼런스 대체 선수 대비 승리 기여도와 129개의 OPS를 축척하였다.

## 고등학교 경력
터커는 탬파의 헨리 B. 플랜트 고등학교에 다니면서 그들의 야구 팀을 위하여 활약하였다. 그는 퍼펙트 게임의 올아메리칸 클래식에 나왔다. 터커는 2015년 플로리다주의 게이터레이드 올해의 선수로 임명되었다.
2015년 메이저 리그 베이스볼 드래프트의 첫 라운드로 예상되어 휴스턴 애스트로스는 터커를 전체 5위로 선발하였다. 그는 6월 15일 공식적으로 계약을 맺었다.

## 프로 경력

### 마이너 리그
터커는 루키 레벨의 애팔리치안 리그의 그린빌 애스트로스를 위하여 활약하였다. 그는 클래스 A 미드웨스트 리그의 쿼드시티즈 리버 밴디츠와 함께 2016년 시즌을 시작하였고 클래스 A 진출 캘리포니아 리그의 랭카스터 제트호크스로 미드시즌 승진을 받았다. 터커는 2016년 32개의 도루, 9개의 홈런과 69개의 타점과 함께 .285/.360/.438 점을 쳤다.
터커는 캘리포니아 리그의 부이스 크리크 애스트로스와 함께 2017년 시즌을 시작하였고 5월 클래스 AA 텍사스 리그의 코퍼스 크리스티 훅스로 승진되었다. 그는 2017년 올스타 퓨처스 게임에 나왔었다. 그는 부이스 크리크와 코퍼스 크리스티 사이에 25개의 홈런과 90개의 타점과 함께 합쳐진 .274/.346/.528 점을 타구하며 시즌을 끝냈다. 시즌 후에 애스트로스는 터커를 애리조나 폴 리그의 메사 솔라 삭스로 배정하였다.
터커는 클래스 AAA 퍼시픽 코스트 리그의 프레즈노 그리즐리스와 함께 2018년 시즌을 시작하였다. 그가 80개의 경기에서 .306 점을 타구한 후, 애스트로스는 7월 7일 그를 메이저 리그 베이스볼로 승진시켰다.

### 휴스턴 애스트로스

#### 초기 메이저 리그 경력 (2018년 ~ 20년)
터커는 2018년 7월 7일 시카고 화이트삭스를 상대로 자신의 메이저 리그 데뷔를 이루었다. 그는 그날 자신의 첫 메이저 리그 안타와 타점을 수집하였다. 그는 2018년 애스트로스를 위하여 72개의 본루 출연들에서 .141/.236/.203 점을 타구하였다.
터커는 라운드 록 익스프레스와 함께 2019년 마이너 리그 시즌을 보내면서 34개의 홈런, 97개의 타점과 30개의 도루와 함께 .266/.350/.555/.905 점을 쳤다. 그는 9월 2일 애스트로스로 승진되었다. 2019년 애스트로스와 함께 그는 잡히지 않으면서 5개의 도루를 이루었던 동안 4개의 홈런, 11개의 타점과 67개의 타수와 함께 .269/.319/.537 점을 타구하였다.
2020년 축약의 60개 경기 시즌의 58개에서 활약한 터커는 겨우 한번 잡힌 동안 아메리칸 리그를 이끈 6개의 3루타, 9개의 홈런과 209개의 타수에서 42개의 타점과 함께 .268/.325/.512 점을 타구하였다. 그는 리그에서 타점에서 6위, 장타에서 6위 (27개)와 도루에서 7위를 하기도 했다. 그는 13개의 플레이오프 경기들에서 활약하여 아메리칸 리그 챔피언십 시리즈에서 탬파베이 레이스에게 시즌 종말의 패배가 있기 전헤 .306/.327/.367 점을 타구하였다.

#### 올MLB 세컨드 팀 (2021년)
터커는 2021년 브레이크 아웃 시즌을 작성하였는 데 5월 1일부터 시즌의 말기를 통하여 그는 .320 점을 타구하고 출루율, 장타율과 OPS에서 아메리칸 리그를 이끌었다. 10월 3일 자신의 30번째 홈런을 치면서 터커는 25세가 되기 전에 하나의 시즌에서 30개의 홈런을 치는 데 3번째 애스트로스 선수가 되었다. 9월과 10월에 그는 8개의 홈런, 20개의 득점, 19개의 타점, .438의 출루율과 1.130의 OPS를 위하여 .692의 장타율과 함께 .346 점을 타구하였다. 그는 자신의 첫 경력 월간 상으로 9월을 위하여 이번달의 아메리칸 리그 선수 상을 수상하였다.
자신의 첫 완전히 단축된 메이저 리그 시즌에 터커는 거의 모든 공격 범주에서 경력 최고에 도달하여 140개의 활약한 경기들에서 37개의 2루타, 30개의 홈런, 92개의 타점, 14개의 도루, 282개의 총루타과 147개의 OPS와 함께 .294/.359/.557/.917 점을 타구하였다. 그는 타구에서 아메리칸 리그 9위, OPS와 출루율에서 3위, 2루타와 OPS에서 5위, 그리고 대체 선수 대비 승리 기여도에서 10위를 하였다. 그는 11개 이상의 수비 스탯과 함께 우익수에서 골드글러브 최종자로서 임명되어 아돌리스 가르시아에 밀려 2위를 위하여 조이 갤로와 에런 저지와 묶였다. 터커는 2021년 10월 25일 외야수들을 위한 실버 슬러거 상을 위하여 최종자로서 공고되었으며 3명의 외야수 수상자들은 저지, 테오스카 에르난데스와 세드릭 멀린스였다. 터커는 외야수에서 스포팅 뉴스 아메리칸 리그 올스타로서 올MLB 세컨드 팀으로 자신의 첫 선발을 받았다.
10월 12일 화이트삭스를 상대로 2021년 아메리칸 리그 디비전 시리즈의 4번째 경기에서 터커는 포스트시즌 경기의 같은 이닝에서 2개의 도루를 이루는 첫 애스트로스 선수가 되는 데 4번째 이닝에서 2루와 3루를 도루하였다. 그는 61개의 포스트시즌 타수에서 .279/.333/.541 점을 삭감하고, 3개의 도루를 이루고, 4개의 홈런을 치고 15개의 함께 포스트시즌 타점에서 양리그를 이끌었다.

#### 2022년
2022년 그는 544개의 타수에서 128개의 OPS와 5.3의 베이스볼 레퍼런스 대체 선수 대비 승리 기여도와 함께 .257/.330/.478 점을 타구하였다. 그는 스트라이크존에서 84.0 퍼센트의 아무 다른 메이저 리그 타자들보다 더욱 높은 퍼센티지를 휘둘렀다. 그는 우익수에서 147개, 그리고 지명 타자에서 3개의 경기들을 활약하였다. 그는 우익수에서 아메리칸 리그 실버 슬러거 상을 위하여 후보 지명을 받았다. 그는 아메리칸 리그 MVP 투표에서 15위를 하였다.
자신의 13개의 수비 스탯을 통하여 터커는 우익수에서 자신의 활약으로 아메리칸 리그 2022년 골드글러브상이 수여되었다. 그는 또한 어시스트 (8개)에서 자신의 포지션에 리그에서 2위를 하기도 했다. 터커는 외야수로서 골드글러브상을 수상하는데 마이클 본 (2009년 ~ 10년)과 세사르 세데뇨 (1972년 ~ 76년)에 이어 3번째, 그리고 2010년 이래 첫 애스트로스 선수가 되었다.
2022년 터커를 위하여 초기 시즌 부진은 시즌을 시작하는 데 4루 46타를 포함하였다. 4월 27일 그는 텍사스 레인저스를 상대로 5번째 이닝에서 3점 2루타를 쳐 4 대 3의 애스트로스의 우승을 위하여 결정적인 득점들을 매겼으며 그 시리즈의 첫 3개의 경기들에서 7개의 타점을 수집하였다. 다음 경기의 8번째 이닝에서 핀치 타구를 한 그의 홈런은 레인저스의 출발 선수 마틴 페레즈가 7번째 이닝으로 들어가는 완벽한 경기를 차지한 후 3 대 2의 애스트로스를 위한 승리의 차이를 다시 마련하였다.
5월 17일 펜웨이 파크에서 터커는 보스턴 레드삭스의 네이선 이오발디를 상대로 2번째 이닝에서 5개의 홈런 중 하나를 친 것을 포함한 6개의 타점의 경력을 최고로 묶어 하나의 이닝에서 팀을 위하여 메이저 리그 기록을 동점 매겼다. 4번째 이닝에서 그는 그랜드 슬램을 추가하였다. 6월 17일 화이트삭스를 상대로 경기를 가진 동안 터커는 15개의 경기들로 통산 최다 연속 안타 행진을 이어갔다.
터커는 자신의 첫 경력 선발로 다저 스타디움에서 열린 메이저 리그 베이스볼 올스타 게임으로 예비 외야수로 임명되었다. 당시 일부 합계는 .259의 평균, 16개의 홈런, 타점에서 58개와 아메리칸 리그에서 4위, 그리고 14개와 도루에서 5위를 위하여 매긴 동점을 포함하였다. 그는 팬그래프에 따라 10개의 수비 스탯을 얻어 아메리칸 리그 외야수들 중에 지도적으로 브렛 필립스와 동점을 매겼다. 시즌 동안 그는 자신의 첫 350개의 경기들에서 40개의 도루와 60개의 홈런을 치는 데 메이저 리그 베이스볼 역사상 7번째 선수가 되어 메이저 리그에서 자신의 329번째 경기에서 그렇게 하였다.
8월 12일 터커의 시즌의 두번째 그랜드 슬램은 오클랜드 애슬레틱스를 상대로 애스트로스의 7 대 5의 우승을 촉진하였다. 8월 18일 그는 25개의 안타를 포함한 화이트삭스를 상대로 21 대 5의 우승에서 4개의 안타와 함께 경력 최고를 묶어 팀 역사상 두번째로 최고의 득점 출력과 가장 많은 안타 둘다를 위하여 동점을 매겼다. 8월 24일 미네소타 트윈스를 상대로 3번째 이닝에서 2루타는 터커를 위하여 새로운 경력 최고의 16개 경기들로 연속 안타 행진을 연장하였다. 연속 안타는 17개의 경기들로 연장하였고 8월 27일에 끝났다. 터커는 9월 3일 20개의 도루에 도달하여 자신의 고향의 레이스를 항하여 그 위업을 당성하는 데 클럽 역사상 18번째 선수가 되는 데 자신의 시즌의 100번째 득점을 몰아냈고 2009년 카를로스 리 이래 첫 전임 애스트로스 외야수가 되었다. 이어진 날 터커는 트로피카나 필드에서 5 대 2의 우승에 결과를 가져온 8번째 이닝에 선제 홈런을 쳐 탬파베이에서 애스트로스를 위하여 처음이자 마지막인 시리즈를 휩쓰는 것을 마무리 지었다. 그는 10월 4일 필라델피아 필리스를 상대로 시즌의 30번째 홈런을 쳐 같은 시즌에 30개의 홈런, 100개의 타점과 25개의 도루에 도달하는 데 애스트로스 역사상 단 하나의 선수들로서 제프 배그웰에 가입하였다.
2022년 월드 시리즈의 첫 경기에서 터커는 에런 놀라를 상대로 자신의 연속적 홈런을 쳐 월드 시리즈 경기에서 다수의 홈런들과 함께 첫 애스트로스 선수가 되었다. 그들이 그 경기를 6 대 5로 질 것이었어도 최종 아웃을 기록하는 데 터커가 니콜라스 카스테야노스에 의하여 쳐진 날아가는 공을 잡으면서 터커에게 그의 첫 월드 시리즈 타이틀을 주는 데 6개의 경기들에서 애스트로스는 필리스를 꺾었다. 월드 시리즈에서 터커는 21개의 타수에서 .804의 OPS와 함께 .190/.280/.524 점을 쳤다.

## 국제 경력
2022년 8월 27일 터커는 2023년 월드 베이스볼 클래식에서 미국을 위하여 활약하는 데 약속하였다. 베네수엘라를 상대로 준준결승전이 열린 동안 터커는 미국 팀을 위하여 9 대 7의 우승으로 가는 길에 자신의 애스트로스 동료 선수 루이스 가르시아에 홈런을 쳤다.

## 개인 생활
터커의 형 프레스턴은 또한 2015년과 2016년 애스트로스를 위하여 외야수로 활약한 프로 야구 선수이다.
2022년 12월 23일 터커는 인스타그램을 통하여 자신의 여자 친구 서맨사 스콧에게 자신의 약혼을 공고하였다. 그들은 둘다 2015년 플랜트 고등학교를 졸업하였고 터커가 애스트로스의 마이너 리그 시스템에서 활약하고 스콧이 플로리다 주립 대학교에서 수학한 동안 2017년 연애를 시작하였다. 스콧의 남동생 코너도 또한 2018년 마이애미 말린스의 첫 라운드 드래프트 선발이었던 외야수이다.

## 수상
- 올스타 퓨처스 게임 선발 선수 (2017년)
- 베이스볼 아메리카 올해의 고등학교 선수 (2015년)
- 스포팅 뉴스 아메리칸 리그 올스타 (외야수) (2021년)